# Рокапретуро (Л'Аквила)
Рокапретуро (итал. Roccapreturo) је насеље у Италији у округу Л'Аквила, региону Абруцо.
Према процени из 2011. у насељу је живело 111 становника. Насеље се налази на надморској висини од 737 м.